# Parties du corps au karaté

Les trois niveaux du corps au karaté : jōdan, chūdan, gedan.

Les parties du corps au karaté sont désignées par un riche vocabulaire venu du japonais. Ces termes sont les mêmes quel que soit le style de karaté, et l'usage international de mots japonais permet une compréhension mutuelle entre karatékas de tous les pays.
La spécificité des termes permet de décrire avec précision les techniques de combat, grâce à une désignation des différents niveaux du corps, de la latéralisation, et surtout les différentes parties des bras et des jambes qui servent à exécuter les frappes ou blocages.

## Repères corporels

### Niveaux du corps
En karaté, on distingue trois niveaux principaux dans le corps :
- Jōdan : niveau haut (visage)
- Chūdan : niveau moyen (buste)
- Gedan : niveau bas (cuisse)

On peut y ajouter deux autres niveaux plus rares : dai-jōdan, au-dessus de la tête, et hiza-shita, sous le genou.
La plupart des noms de techniques (blocages ou attaques) comportent la mention du niveau. Par exemple gedan barai (balayage descendant) ou jōdan age-uke (blocage ascendant). Le niveau chūdan est souvent sous-entendu, car il s'agit du niveau par défaut dans beaucoup de styles de karaté.

### Latéralisation
En karaté, on utilise également des termes japonais pour désigner les côtés du corps :
- Hidari : gauche
- Migi : droite
- Gyaku : inversé, opposé

Comme les niveaux, ces termes sont utilisés dans les noms des techniques, par exemple migi-kamae (posture de garde jambe droite devant). Gyaku désigne une technique exécutée avec le bras opposé à la jambe avant. On parlera donc de gyaku-zuki pour un coup de poing du bras droit si la jambe gauche est devant.

## Membres supérieurs

### Bras
Le mot « bras » se dit ude. Les diverses parties du bras au karaté sont les suivantes :
- Shuwan : face interne du bras (dans le prolongement de la paume)
- Haiwan : revers de l'avant-bras (dans le prolongement du dos de la main)
- Naiwan ou uchi-ude : face interne du bras (dans le prolongement du pouce)
- Gaiwan ou soto-ude : face externe du bras (dans le prolongement de l'auriculaire)
- Empi ou hiji : coude

Les termes en -wan sont rarement utilisés dans les noms des techniques, mais uchi-ude et soto-ude se retrouvent en abrégé dans certaines techniques comme uchi-uke (blocage intérieur-extérieur) ou soto-uke (blocage extérieur-intérieur). Le terme empi est systématiquement utilisé dans les noms des techniques de coude, comme empi-uchi (coup de coude).

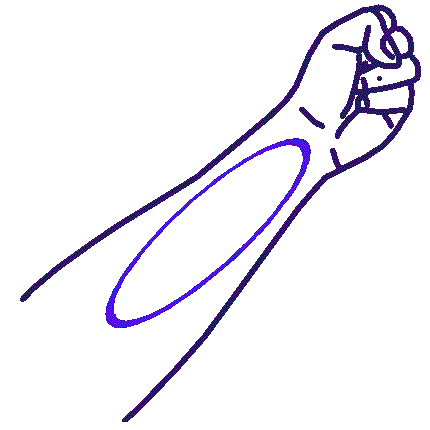
Shuwan
Naiwan
Haiwan
Gaiwan
Empi ou hiji

### Main
Le mot « main » se dit te (comme dans kara-te ou shuri-te). 
Le vocabulaire de la main en karaté est très précis, puisqu'elle sert à effectuer la plupart des techniques. Il y a notamment des mots différents selon que l'on parle de la main ouverte formant un sabre, ou du poing fermé,.

#### Main ouverte (hirate)
- Haishu : revers de la main
- Haitō : tranchant interne de la main (côté pouce)
- Shutō : tranchant externe de la main (côté auriculaire)
- Nukite : pique de la main

De nombreuses techniques utilisent ces termes, telles que le shutō-uke (blocage du tranchant de la main) ou le nihon-nukite (pique avec deux doigts).

Haishu
Haito
Shutō
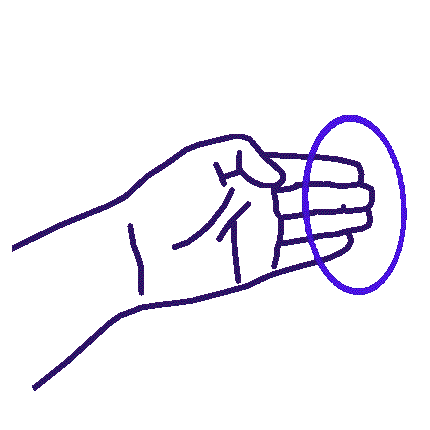
Nukite

#### Poing fermé
- Seiken : face avant du poing (plus précisément, les phalanges proximales de l'index et du majeur)
- Tettsui ou tetsui : poing marteau (frappe côté auriculaire)
- Ura-tettsui : poing marteau (frappe côté pouce)
- Uraken : revers du poing

Ces termes se déclinent à travers de nombreuses techniques : tate uraken-uchi (frappe ascendante du revers du poing), tettsu-uchi (frappe du poing marteau), etc. Le mot seiken n'est pas utilisé dans les noms des techniques, mais la partie du poing qu'il désigne est importante, car c'est celle-ci qui sert à frapper lorsqu'on exécute le tsuki (coup de poing), attaque de base du karaté.

Seiken
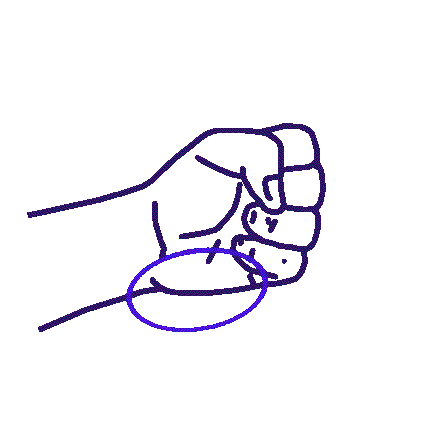
Tettsui
Ura-tettsui
Uraken

#### Parties inférieures de la main
- Teishō : talon de la main
- Seiryūtō : angle extérieur du talon de la main
- Tekubi : poignet
- Koken : dessus du poignet en position cassée

Teishō
Seiryūtō
Koken

## Membres inférieurs

### Jambes
- Ashi : jambe
- Sune : tibia
- Momo : cuisse
- Hiza : genou

On retrouve le terme ashi dans des déplacements comme yori-ashi (pas glissé) ou des attaques comme ashi-kage (crochetage de jambes). Le terme hiza est utilisé dans les techniques de genoux comme hiza-uchi.

Sune
Momo
Hiza

### Pieds
Les différentes parties du pied sont :
- Haisoku : dessus du pied
- Koshi : bol du pied (partie avant de la plante, sous les orteils)
- Tsumasaki : pointe du pied
- Sokuto : sabre du pied (tranchant extérieur)
- Teisoku : plante du pied (arche intérieure)
- Kakato : talon

Ces termes permettent notamment de préciser quelle partie du pied frappe la cible lors d'un coup de pied. Par exemple, pour un mae-geri on frappe avec les koshi, tandis que pour un yoko-geri on frappe généralement avec le sokuto. Certains coups de pied portent directement le nom de la partie qui frappe, comme le kakato-geri (coup de pied avec le talon).

Haisoku
Koshi
Tsumasaki
Sokuto
Teisoku
Kakato